# Francesco di Cosimo de' Medici
Francesco di Cosimo II de' Medici (Firenze, 16 ottobre 1614 – Ratisbona, 25 luglio 1634) era il sesto figlio del granduca di Toscana Cosimo II de' Medici e di Maria Maddalena d'Austria.

## Biografia

### Infanzia
Di lui si hanno poche notizie. Crebbe assieme al fratello, maggiore di un anno, Mattias; era fratello minore del granduca Ferdinando II de' Medici.

### Carriera militare
Destinato alla carriera militare, nel 1631 si recò con la madre e il fratello Mattias in Austria, tornando nel 1632. Combatté nella battaglia di Lützen e nel 1634 ricevette una lettera di biasimo, datata 10 giugno, da parte del granduca per aver disertato con il fratello una battaglia. 

### Morte
Morì di peste il 25 luglio 1634 durante l'assedio di Ratisbona. Le esequie furono celebrate a Firenze su commissione del fratello Ferdinando II.

## Ascendenza
|                                |                        |                       | Genitori                         |  |  | Nonni |  |  | Bisnonni            |  |  | Trisnonni                 |  |
|                                |                        |                       |                                  |  |  |       |  |  | Cosimo I de' Medici |  |  | Giovanni delle Bande Nere |  |
|                                |                        |                       |                                  |  |  |       |  |  | Cosimo I de' Medici |  |  | Giovanni delle Bande Nere |  |
|                                |                        | Maria Salviati        |                                  |  |  |       |  |  | Cosimo I de' Medici |  |  |                           |  |
| Ferdinando I de' Medici        |                        |                       |                                  |  |  |       |  |  | Cosimo I de' Medici |  |  |                           |  |
|                                |                        | Eleonora di Toledo    | Pedro Álvarez de Toledo y Zúñiga |  |  |       |  |  |                     |  |  |                           |  |
|                                |                        | Eleonora di Toledo    | Pedro Álvarez de Toledo y Zúñiga |  |  |       |  |  |                     |  |  |                           |  |
|                                |                        | Eleonora di Toledo    | María Osorio y Pimentel          |  |  |       |  |  |                     |  |  |                           |  |
| Cosimo II de' Medici           |                        | Eleonora di Toledo    |                                  |  |  |       |  |  |                     |  |  |                           |  |
|                                |                        | Carlo III di Lorena   | Francesco I di Lorena            |  |  |       |  |  |                     |  |  |                           |  |
|                                |                        | Carlo III di Lorena   | Francesco I di Lorena            |  |  |       |  |  |                     |  |  |                           |  |
|                                |                        | Carlo III di Lorena   | Cristina di Danimarca            |  |  |       |  |  |                     |  |  |                           |  |
| Cristina di Lorena             |                        | Carlo III di Lorena   |                                  |  |  |       |  |  |                     |  |  |                           |  |
|                                |                        | Claudia di Valois     | Enrico II di Francia             |  |  |       |  |  |                     |  |  |                           |  |
|                                |                        | Claudia di Valois     | Enrico II di Francia             |  |  |       |  |  |                     |  |  |                           |  |
|                                |                        | Claudia di Valois     | Caterina de' Medici              |  |  |       |  |  |                     |  |  |                           |  |
| Francesco di Cosimo de' Medici |                        | Claudia di Valois     |                                  |  |  |       |  |  |                     |  |  |                           |  |
|                                | Ferdinando I d'Asburgo | Filippo I d'Asburgo   |                                  |  |  |       |  |  |                     |  |  |                           |  |
|                                | Ferdinando I d'Asburgo | Filippo I d'Asburgo   |                                  |  |  |       |  |  |                     |  |  |                           |  |
|                                | Ferdinando I d'Asburgo | Giovanna di Castiglia |                                  |  |  |       |  |  |                     |  |  |                           |  |
| Carlo II d'Austria             | Ferdinando I d'Asburgo |                       |                                  |  |  |       |  |  |                     |  |  |                           |  |
|                                |                        | Anna Jagellone        | Ladislao II di Boemia            |  |  |       |  |  |                     |  |  |                           |  |
|                                |                        | Anna Jagellone        | Ladislao II di Boemia            |  |  |       |  |  |                     |  |  |                           |  |
|                                |                        | Anna Jagellone        | Anna di Foix-Candale             |  |  |       |  |  |                     |  |  |                           |  |
| Maria Maddalena d'Austria      |                        | Anna Jagellone        |                                  |  |  |       |  |  |                     |  |  |                           |  |
|                                |                        | Alberto V di Baviera  | Guglielmo IV di Baviera          |  |  |       |  |  |                     |  |  |                           |  |
|                                |                        | Alberto V di Baviera  | Guglielmo IV di Baviera          |  |  |       |  |  |                     |  |  |                           |  |
|                                |                        | Alberto V di Baviera  | Maria Giacomina di Baden         |  |  |       |  |  |                     |  |  |                           |  |
| Maria Anna di Baviera          |                        | Alberto V di Baviera  |                                  |  |  |       |  |  |                     |  |  |                           |  |
|                                |                        | Anna d'Austria        | Ferdinando I d'Asburgo           |  |  |       |  |  |                     |  |  |                           |  |
|                                |                        | Anna d'Austria        | Ferdinando I d'Asburgo           |  |  |       |  |  |                     |  |  |                           |  |
|                                |                        | Anna d'Austria        | Anna Jagellone                   |  |  |       |  |  |                     |  |  |                           |  |
|                                |                        | Anna d'Austria        |                                  |  |  |       |  |  |                     |  |  |                           |  |